# Koralblegning
Koralblegning sker når koral polypperne i koralerne smider de alger, som lever inde i deres væv. Algerne giver op til 90 % af koralernes energi. Blegede koraler fortsætter med at leve, men begynder at sulte efter blegning. Nogle koraler kommer sig dog.
Den primære årsag til koralblegning er stigende havtemperaturer. En temperatur på 1 °C over gennemsnittet kan forårsage blegning.